# Christophe Castaner
Christophe Castaner  (prononcé en français : [kastanɛʁ]), né le 3 janvier 1966 à Ollioules (Var), est un homme politique français.
D'abord membre du Parti socialiste (PS) à partir de 1986, il intègre les cabinets ministériels de Catherine Trautmann et de Michel Sapin sous le gouvernement Lionel Jospin.
Il devient maire de Forcalquier et président de la communauté de communes Pays de Forcalquier - Montagne de Lure puis du Pays de Haute-Provence, ainsi que conseiller régional de Provence-Alpes-Côte d'Azur. Tête de liste PS lors des élections régionales de 2015, il est devancé au premier tour. Élu député dans la 2e circonscription des Alpes de Haute-Provence en 2012, il rejoint en 2016 le mouvement En marche, conduit par Emmanuel Macron. Il est porte-parole de ce dernier lors de la campagne présidentielle de 2017, puis est réélu député.
En mai 2017, il est nommé secrétaire d'État chargé des Relations avec le Parlement et porte-parole du gouvernement d'Édouard Philippe, une fonction qu'il occupe jusqu'en novembre 2017, lorsqu'il devient délégué général de La République en marche (LREM). Il est nommé ministre de l'Intérieur en octobre 2018 et quitte alors la tête de LREM. Il occupe cette fonction notamment durant le mouvement des Gilets jaunes et le confinement de 2020.
N'étant pas reconduit dans le gouvernement de Jean Castex en juillet 2020, il redevient député et est élu peu après président du groupe La République en marche à l'Assemblée nationale.
Après la réélection d'Emmanuel Macron, Christophe Castaner se présente dans sa circonscription sous l'étiquette Ensemble aux élections législatives de 2022, mais est battu au second tour du scrutin par Léo Walter, candidat NUPES-LFI.

## Famille et formation

### Vie privée et familiale
Fils de Pierre Castaner (1933-2013), militaire, et de Marie-Claire Saint-Jean (1937-2010), femme au foyer, Christophe Castaner est le cadet d'une famille de trois enfants.
Son épouse est cadre de banque ; ils ont ensemble deux filles,.
En décembre 2017, selon sa déclaration à la Haute Autorité pour la transparence de la vie publique (HATVP), le patrimoine brut de Christophe Castaner est de 1,3 million d'euros, dont près de 860 000 € de biens immobiliers,.

### Jeunesse
À 17 ans, il quitte le foyer familial et reste deux ans à Marseille, où il gagne de l'argent notamment en jouant au poker. Il se lie avec Christian Oraison, un caïd des Alpes-de-Haute-Provence de la Dream Team abattu de plusieurs balles en 2008 ; il déclare à ce sujet : « C'était mon grand frère, mon protecteur. Il m'appelait l'étudiant ».

### Formation
Il reprend ses études à l'âge de 20 ans et passe son baccalauréat en candidat libre en 1986.
Diplômé de la faculté de droit d’Aix-en-Provence, il est titulaire d’un Diplôme d'études supérieures spécialisées (DESS) de juriste d’affaires internationales et d’un diplôme de sciences pénales et de criminologie ; il complète sa formation en sciences politiques,.

## Parcours politique

### Débuts
Il s'engage en politique pendant ses études au sein du syndicat de gauche Unef-ID, puis dans les clubs Forum de Michel Rocard,. Il y fait la connaissance de différentes personnalités du monde politique dont Michel Sapin, Alain Bauer, Manuel Valls ainsi qu'Olivier Faure avec qui il a gardé des liens ou encore avec Benoît Hamon avec qui il a au contraire coupé les ponts. De cette période, il garde l'amertume et l'héritage de s'être vu affublé de surnoms peu élogieux de la part de responsables nationaux, qui contribueront plus tard à son éloignement du Parti socialiste et, à partir 2015, au rapprochement avec Emmanuel Macron. Il devient membre du Parti socialiste en 1986. Après une première expérience au sein de la Banque nationale de Paris à la direction juridique de la société, il est recruté à la direction de collectivités locales à Avignon et Paris.
En vue des élections cantonales de 1992, il est directeur de campagne de Jean-Louis Bianco qui, après avoir été ministre, deviendra président du département où il s'implantera, les Alpes-de-Haute-Provence.
En 1995, alors qu'il est adjoint au directeur général des services à la mairie d'Avignon, il distribue, en pleine campagne pour les élections municipales, une bande dessinée pornographique visant à discréditer Marie-Josée Roig et Alain Dufaut, ce qui lui vaut d’être condamné l’année suivante à 50 000 francs d'amende pour « diffamations et injures publiques envers particulier, fonctionnaire ou citoyen chargé d’un service public par parole, écrit, image ou moyen audiovisuel ». Il est en outre condamné à verser 51 000 francs de dommages et intérêts solidairement avec ses comparses.
Il devient en 1995 directeur de cabinet de Tony Dreyfus, alors maire du 10e arrondissement de Paris. Conseiller technique de Catherine Trautmann, ministre de la Culture  en 1997, il devient son chef de cabinet en 1998, avant de devenir chef de cabinet de Michel Sapin, alors ministre de la Fonction publique et de la Réforme de l'État, de 2000 à 2002.

### Maire et conseiller municipal de Forcalquier

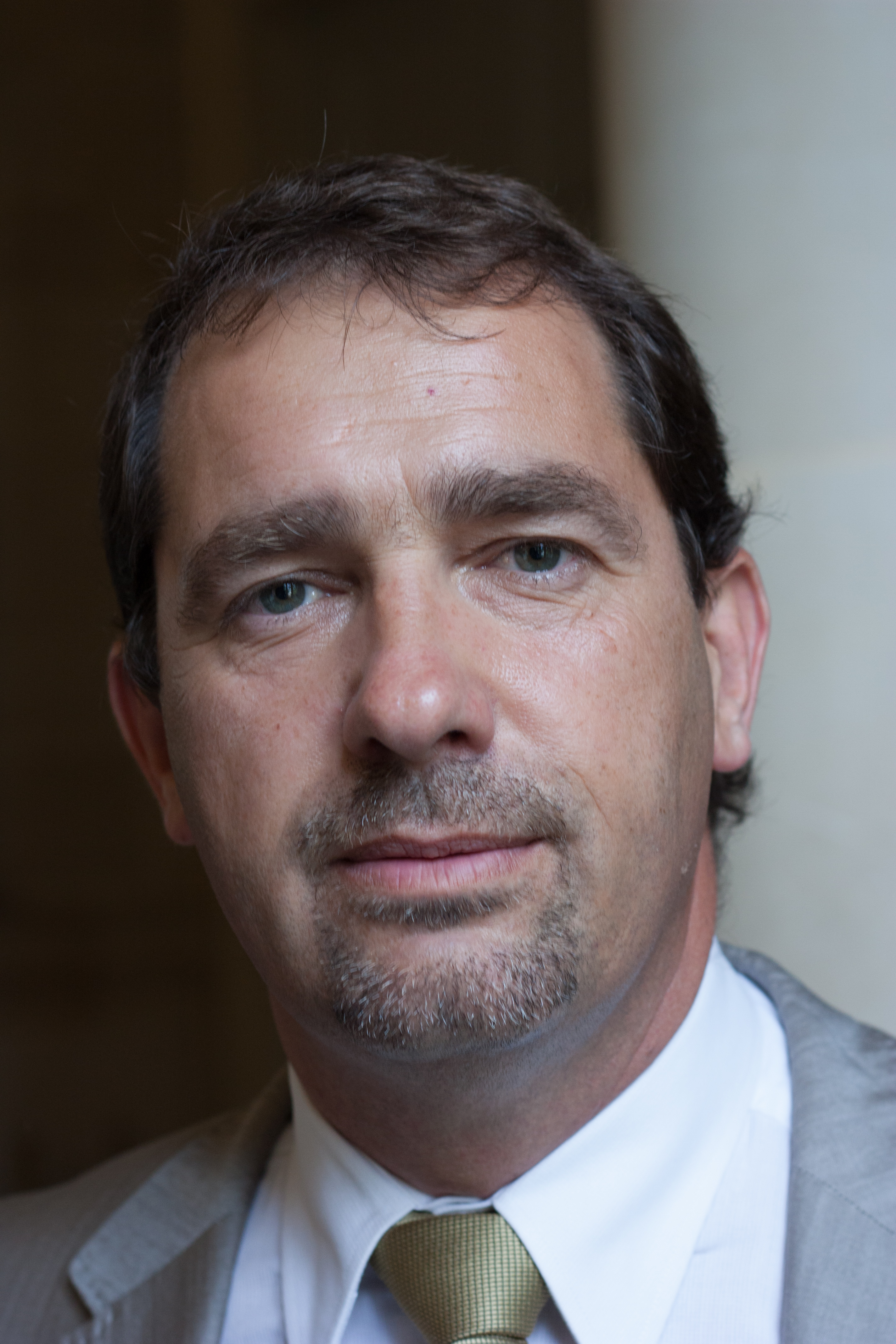
Christophe Castaner en 2012.

Christophe Castaner se présente en 2001 à la mairie de Forcalquier. Il gagne face au maire sortant, Pierre Delmar (RPR). Réélu maire de Forcalquier et président de la communauté de communes Pays de Forcalquier - Montagne de Lure en 2008, il est un acteur actif du Pays de Haute-Provence. Il est de nouveau réélu maire de Forcalquier le 23 mars 2014 face à Sébastien Ginet (UMP). Le 11 avril 2014, son vice-président, Pierre Garcin, lui succède à la présidence de la communauté de communes de Forcalquier et montagne de Lure. En mai 2016, après la démission de Pierre Garcin, Christophe Castaner est réélu. Il démissionne de sa fonction de maire de Forcalquier en juillet 2017 mais reste conseiller municipal de cette ville.
Selon le magazine Capital, après 16 ans de gestion de la ville, Christophe Castaner laisse une dette qui atteint « 7,8 millions d’euros fin 2016 (soit 1 500 euros par habitant, deux fois plus que la moyenne des communes de même taille) »,.

### Conseil régional de Provence-Alpes-Côte d'Azur
En 2004, alors élu au conseil régional de Provence-Alpes-Côte d'Azur (PACA), il se voit confier par le président Michel Vauzelle la délégation de l’aménagement des territoires. Pour la première fois, cette importante responsabilité échoit à un « alpin » , qui plus est, le plus jeune des vice-présidents de la région PACA. Il est réélu en 2010 et chargé d’une nouvelle délégation : emploi, économie, enseignement supérieur et innovation.
En février 2015, les adhérents socialistes désignent Christophe Castaner comme tête de liste pour les élections régionales en Provence-Alpes-Côte d'Azur, face à Patrick Allemand et Elsa di Méo. La liste qu’il conduit obtient au premier tour 16,6 % contre 40,6 % pour celle du Front national (FN) et 26,5 % pour celle des Républicains (LR). Suivant la consigne du Parti socialiste, Christophe Castaner décide de ne pas présenter sa liste au second tour, afin de faire barrage au FN,. Ce choix favorise la victoire de Christian Estrosi, mais conduit à la disparition du PS du conseil régional.

### Député des Alpes-de-Haute-Provence
Le 17 juin 2012, il est élu député dans la 2e circonscription des Alpes-de-Haute-Provence face au candidat UMP, Jean-Claude Castel, maire de Corbières. Bien qu'ayant signé la charte Anticor qui exige le non cumul de mandats, il ne démissionne pas de sa fonction de maire de Forcalquier. Membre de la commission des finances de l'Assemblée nationale, il est nommé en juillet 2012 rapporteur spécial des budgets du travail et de l'emploi.
Le 20 juin 2014, Manuel Valls, Premier ministre, confie par décret à Christophe Castaner la vice-présidence du Conseil d'orientation de la participation, de l'intéressement, de l'épargne salariale et de l'actionnariat salarié (COPIESAS). Cette instance est chargée de mener à bien les négociations à venir avec les partenaires sociaux sur l'évolution de ce dispositif. Il est rapporteur de la loi pour la croissance, l'activité et l'égalité des chances économiques, dite loi Macron.
Il est porte-parole et soutien d'Emmanuel Macron pendant la campagne électorale en vue de l'élection présidentielle de 2017. À l'occasion de cette campagne, sa mauvaise foi ou ses maladresses lui ont été à plusieurs reprises reprochées,,,,. Il justifie son ralliement à Emmanuel Macron en expliquant qu'en politique il faut être « au bon endroit et au bon moment, sans forcément savoir ce que sera l’après ». Décrit comme ambitieux, il considère que « tous les politiques ont de l’ego. Ou alors ils mentent. Il y a peu, je téléchargeais encore La Provence à 5 heures du matin pour voir s’il y avait ma photo dans l’édition du jour ».
Il se présente à sa succession aux élections législatives de 2017, sous l'étiquette La République en marche (REM), dans la deuxième circonscription des Alpes-de-Haute-Provence. Il est réélu.

### Secrétaire d'État chargé des Relations avec le Parlement, porte-parole du gouvernement
Le 17 mai 2017, il est nommé secrétaire d’État chargé des Relations avec le Parlement. Il est également désigné porte-parole du gouvernement Édouard Philippe.
En octobre 2017, à la suite d'arrestations, il est cité parmi de potentielles cibles d'attentats qui auraient été préparés par des militants d'extrême droite. Le sérieux de ce danger est démenti par le ministre de l’Intérieur Gérard Collomb peu de temps après,.
Le 24 novembre 2017, il quitte son poste de porte-parole du gouvernement.
Le quotidien Le Monde estime qu'il est l'un des principaux « perdants » de la crise née de l'affaire Benalla, en juillet 2018, affirmant qu'il en « sort très affaibli » et relevant notamment qu'il « a été très peu vu au banc quand l’opposition paralysait l’Assemblée nationale à coups de rappels au règlement et de suspensions de séance ».

### Délégué général de La République en marche
Le 18 novembre 2017, il est élu délégué général de La République en marche, lors du congrès de novembre 2017 pour un mandat de trois ans. Le poste est non rémunéré. Castaner promet de ne pas être « le chef du mouvement » mais « un animateur, un facilitateur », avec comme objectif de « remettre le mouvement en mouvement ». Il doit notamment soutenir les « référents » départementaux, dont six démissionnent, exténués, au début de l'année 2018. Il rencontre des difficultés à peser sur la politique du gouvernement — lot récurrent des dirigeants de parti majoritaire selon BFM TV — comme l'illustre la fin de non-recevoir que lui oppose le chef de l'État au sujet de sa proposition de taxation des droits de succession pour lutter « contre la progression des inégalités de naissance ». Ayant pris son poste à contre-cœur, il le quitte en octobre 2018, « sans même un au revoir » aux permanents du QG qui s'en voient froissés, selon ses biographes Pauline Théveniaud et Jérémy Marot.

### Ministre de l’Intérieur
Le 16 octobre 2018, deux semaines après la démission de Gérard Collomb, il est nommé au ministère de l'Intérieur. Lors des négociations en vue de ce remaniement, des médias se font l'écho de ses menaces de démission du gouvernement s’il n’obtenait pas le portefeuille de l’Intérieur, ce qu'il a cependant démenti. Libération, à l'origine de ces échos, maintient cette information tout en admettant qu'elle est « invérifiable ». Le ministre de l'Intérieur passe du 2e au 11e rang de l'ordre protocolaire, un indicateur de « la bonne cote » d'un ministre selon Le Point, qui relève en l’occurrence « une place historiquement basse pour [ce] portefeuille »,. Autre marque de réserve, son portefeuille est amputé des collectivités territoriales.
Lors du mouvement des Gilets jaunes, il gère le plus grand défi de maintien de l’ordre en France depuis plusieurs décennies. Plusieurs de ses déclarations lui sont reprochées, notamment lorsqu'il accuse les Gilets jaunes de « suivre les consignes de Marine Le Pen »,. Avec Emmanuel Macron, il est au centre des critiques des manifestants, de la Ligue des droits de l'homme et du Parlement européen qui condamne « l'usage disproportionné de la force ». En décembre 2018, après les exactions et l'échec du dispositif policier du 1er décembre lors de l'acte 3 du mouvement, il propose de « changer la doctrine du maintien de l’ordre », ce qui est accueilli avec réticence par certains gradés de la gendarmerie,. Au 30 janvier, les décomptes des blessés lors des manifestations non autorisées font état d'une mort à la suite d'un tir de grenade, de 144 blessés graves parmi lesquels des journalistes et 14 victimes qui ont perdu un œil. En mars 2019, l'opposition réclame sa démission, critiquant sa gestion de la crise, mais également sa vie privée, car des photos ou vidéos de lui en boîte de nuit ont été divulguées dans la presse people,. Le même mois, la nouvelle doctrine de maintien de l'ordre est instaurée et vise notamment une action renforcée contre les casseurs,.
Après la dissolution de Bastion social, un mouvement au sujet duquel Christophe Castaner déclarait qu'il « incitait à la violence raciste et antisémite », il affirme avoir dans son « viseur » d'autres associations qui « colportent de la haine » et cherche un moyen légal de dissoudre Génération identitaire,,,.
Le 1er mai 2019, à l'occasion des manifestations de la fête du travail, il annonce une attaque à l’hôpital de la Salpêtrière par des manifestants ainsi que l’agression du personnel soignant et d'un policier mobilisé sur place. Des vidéos et témoignages publiés le lendemain montrent qu’il s’agissait en fait d’un mouvement de manifestants calmes cherchant à fuir des charges de police. Critiqué par une partie de la classe politique qui réclame sa démission et par des médias, il revient sur ses propos le 3 mai,.
À la suite de l'attentat de la rue Victor-Hugo de Lyon, le 24 mai, le parquet de Paris « recadre » Christophe Castaner et Gérard Collomb. Le procureur de la République reproche au ministre de l’intérieur et à son prédécesseur d’avoir pris l’initiative de communiquer sur les investigations.
Christophe Castaner et Laurent Nuñez sont critiqués après l'affaire Steve Maia Caniço, du nom d'un homme de 24 ans disparu dans la nuit du 21 au 22 juin 2019 à Nantes, alors qu’une intervention policière avait lieu. Mediapart relève à cette occasion que, sous la présidence d’Emmanuel Macron, la France a enregistré « le pire bilan en nombre de morts et de blessés lors d'opérations de maintien de l'ordre » depuis 1968, avec notamment beaucoup de blessés pendant la crise des Gilets jaunes.
Le 17 juillet, le site Mediapart révèle que Christophe Castaner a médaillé, le 16 juin précédent, plusieurs agents impliqués dans des enquêtes concernant des violences policières ayant eu lieu lors du mouvement des Gilets jaunes. Le ministère de l'Intérieur assure néanmoins qu'en cas de condamnation ou « d'actes contraires à la déontologie » venant d'un fonctionnaire décoré, « la médaille de la sécurité intérieure lui sera retirée ».
Plusieurs dirigeants de l’opposition, essentiellement de droite, appellent encore une fois à sa démission en octobre 2019 dans le cadre de l’attentat de la préfecture de police de Paris ; ils estiment que Christophe Castaner « a menti » et « est incompétent ».
Le ministre avait déclaré le jour même de l'attentat, le 3 octobre, que le tueur, qui travaillait à la préfecture de police, n'avait « jamais présenté de difficulté comportementale » ni « le moindre signe d'alerte ». Or, dès le lendemain, les révélations apportées par l'enquête, notamment des SMS échangés entre le tueur et sa femme, suggèrent une radicalisation islamiste de l'assassin,,.
Le 19 février 2020, Olivier Faure, premier secrétaire du Parti socialiste, avait dénoncé l'« imprudence » de Benjamin Griveaux qui avait dû renoncer à sa candidature à la mairie de Paris à la suite de la diffusion de vidéos à caractère sexuel le concernant. Christophe Castaner réplique dans une « matinale radiophonique » en invoquant les séparations et divorces d’Olivier Faure. Le ministre est alors accusé par ce dernier d'avoir commis « une faute grave » en l’attaquant sur sa vie privée. Il demande au président de la République de « convoquer » le ministre de l'Intérieur et d'en « tirer toutes les conséquences ». Christophe Castaner déclare peu après « regretter » ses propos s'ils ont « blessé » Olivier Faure.
À partir de mars 2020, il gère le confinement, décrété dans le cadre de la pandémie de la covid-19. Il met en place des restrictions de circulation sur le territoire français.
En juin 2020, après avoir ordonné une répression dure du mouvement des Gilets jaunes en 2018-2019, il est contesté par les syndicats policiers pour avoir annoncé l'interdiction de la pratique de la clé d'étranglement après la mort de Cédric Chouviat en janvier 2020 et contribué au mouvement anti-violence policière inspiré par le meurtre de George Floyd aux États-Unis en mai 2020. Le 6 juillet 2020, Gérald Darmanin lui succède.

### Président du groupe LREM à l'Assemblée nationale
Il retrouve son siège de député de la deuxième circonscription des Alpes-de-Haute-Provence le 4 août 2020. Alors que Gilles Le Gendre, président du groupe LREM, en difficulté depuis la révélation dans la presse du contenu d’une note qu’il avait rédigée au sujet d’un possible remaniement ministériel, a annoncé sa prochaine démission, Christophe Castaner annonce le 31 juillet 2020 sa candidature à la tête du groupe, en « ticket » avec la députée des Yvelines Marie Lebec en tant que première vice-présidente. Il est élu le 10 septembre suivant à la tête du groupe, avec 55 % des voix contre 45 % pour Aurore Bergé, députée de la 10e circonscription des Yvelines.

### Défaite aux élections législatives de 2022
En juin 2022, Christophe Castaner est candidat à sa succession aux élections législatives dans la 2e circonscription des Alpes-de-Haute-Provence, et fait également part de sa volonté d’être reconduit à la tête du groupe parlementaire LREM à l’Assemblée nationale. Au premier tour, il arrive en tête avec 30,1 % des voix, juste devant le candidat de la Nupes, la coalition des partis de gauche (29,3 %).
Lors du second tour, le 19 juin, Christophe Castaner est battu par son adversaire Léo Walter, candidat sous la bannière de la Nupes, arrivant deuxième avec 48,7 % des voix . Il avait promis de « ne pas chercher à rebondir en politique ».

### En retrait de la vie politique nationale

#### Conseil de surveillance du grand port maritime de Marseille
Par arrêté du ministre délégué chargé des Transports auprès du ministre de la Transition écologique et de la Cohésion des territoires, Clément Beaune, et du secrétaire d'État à la Mer auprès de la Première ministre, Hervé Berville, le 8 novembre 2022 il est nommé membre du conseil de surveillance du grand port maritime de Marseille et président le 25 novembre.
Le 26 avril 2024, il est réélu pour cinq ans à la tête du conseil de surveillance du port.

#### Conseil d'administration d'Autoroutes et tunnel du Mont-Blanc
Le 17 novembre 2022, Christophe Castaner est nommé par décret du président de la République Emmanuel Macron président du conseil d'administration de la société concessionnaire Autoroutes et tunnel du Mont-Blanc.
Conseil d'administration de la SFTRF
Le 13 juin 2024, Christophe Castaner a été élu président du conseil d'administration de la Société française du tunnel routier du Fréjus à l'unanimité. Sa nomination ayant été proposée par le commissaire du gouvernement.

#### Conseil en RSE de Shein
En décembre 2024, Christophe Castaner est recruté à un poste de conseiller à la responsabilité sociétale des entreprises (RSE) de Shein. Alors qu'une loi contre l'ultra fast fashion a été adoptée par l'Assemblée nationale et qu'elle doit être entérinée par le Sénat et que la marque est citée,, cette marque est en vogue chez les adolescents en raison de ses vêtements proposés à des prix très bas, et « est également pointée du doigt pour son impact environnemental désastreux et les accusations de travail forcé des Ouïghours ».
Cette nomination crée également une polémique car certains estiment ce choix de Shein pour « simplement avoir accès à son carnet d'adresses »,,.
Fin janvier 2025, Christophe Castaner dénonce le projet de loi visant à taxer les produits de la fast fashion en commentant « Nous sommes en train de créer une TVA sur des produits jugés trop populaires : il y a un effet moralisateur dans tout cela qui m’exaspère ». Il affirme également que Shein «démocratise la mode pour tous».

## Détail des mandats et fonctions

### Au niveau national
- 20 juin 2012 – 21 juillet 2017 ; 4 août 2020 – 21 juin 2022 : député de la 2e circonscription des Alpes-de-Haute-Provence
- 17 mai 2017 – 24 novembre 2017 : porte-parole du gouvernement
- 17 mai 2017 – 16 octobre 2018 : secrétaire d'État chargé des Relations avec le Parlement
- 18 novembre 2017 – 21 octobre 2018 :  délégué général de La République en marche
- 16 octobre 2018 – 6 juillet 2020 : ministre de l'Intérieur

### Au niveau local
- 18 mars 2001 – 22 juillet 2017 : maire de Forcalquier
- 1er janvier 2003 – 12 avril 2014 : président de la communauté de communes Pays de Forcalquier - Montagne de Lure
- 2 avril 2004 – 13 juillet 2012 : conseiller régional de Provence-Alpes-Côte d'Azur et vice-président du conseil régional de Provence-Alpes-Côte d'Azur
- Conseiller municipal de Forcalquier

## Décorations
Le 29 décembre 2022, Christophe Castaner est nommé au grade de chevalier dans l'ordre national de la Légion d'honneur.